# Marcus Bent
Marcus Nathan Bent (Hammersmith, Inglaterra, 19 de mayo de 1978), futbolista inglés, de origen jamaiquino. Jugaba de delantero y actualmente está retirado.

## Selección nacional
Ha sido internacional con la Selección de fútbol de Inglaterra Sub-21.

## Clubes
| Club                    | País       | Año       |
| ----------------------- | ---------- | --------- |
| Brentford FC            | Inglaterra | 1996-1998 |
| Crystal Palace FC       | Inglaterra | 1998-1999 |
| Port Vale FC            | Inglaterra | 1999      |
| Sheffield United        | Inglaterra | 1999-2000 |
| Blackburn Rovers        | Inglaterra | 2000-2001 |
| Ipswich Town            | Inglaterra | 2001-2003 |
| Leicester City          | Inglaterra | 2003-2004 |
| Everton FC              | Inglaterra | 2004-2006 |
| Charlton Athletic       | Inglaterra | 2006-2007 |
| Wigan Athletic          | Inglaterra | 2007-2008 |
| Birmingham City         | Inglaterra | 2008-2009 |
| Middlesbrough FC        | Inglaterra | 2009-2010 |
| Queens Park Rangers     | Inglaterra | 2010      |
| Wolverhampton Wanderers | Inglaterra | 2010-2011 |
| Mitra Kukar             | Indonesia  | 2011-2012 |